# Iron Monkey (film)
Pour les articles homonymes, voir Iron Monkey.
 (septembre 2023).
Si vous disposez d'ouvrages ou d'articles de référence ou si vous connaissez des sites web de qualité traitant du thème abordé ici, merci de compléter l'article en donnant les références utiles à sa vérifiabilité et en les liant à la section « Notes et références ».
Pour plus de détails, voir Fiche technique et Distribution.
Iron Monkey, ou Iron Monkey: La légende démasquée au Québec (Siu nin Wong Fei Hung ji: Tit Ma Lau), est un film hongkongais réalisé par Yuen Woo-ping, sorti en 1993.

## Synopsis
Au XIXe siècle, dans une région de Sud de la Chine dirigée par un gouverneur injuste et corrompu, la population est désespérée. Elle peut cependant compter sur un homme qui a le courage d'affronter le système. On l'appelle Iron Monkey. Celui-ci profite de l'obscurité de la nuit pour voler les riches et redistribuer aux pauvres ce qui leur est dû.  C'est dans ce contexte qu'un médecin de Canton, Wong Kei-Ying, arrive avec son fils, Wong Fei-hung. À la suite d'une bagarre, ils sont arrêtés et présentés devant le Gouverneur avec d'autres citoyens. Celui-ci les accuse tous d'être potentiellement le Iron Monkey et les menace d'exécution s'ils ne se dénoncent pas. Étant incapable de mettre la main sur le rebelle, le gouvernement finit par mettre en prison le fils de Wong Kei-Ying, par ailleurs maître en arts martiaux, pour l'obliger à traquer l'indésirable. En chemin, il trouvera de l'aide auprès du Docteur Yang et de son assistante Orchid qui font preuve d'une rare bienveillance envers la population. Mais Wong Kei-Ying n'est pas au bout de ses peines pour libérer son fils et devra peut-être compter sur l'aide de celui qu'il traque : le Iron Monkey.

## Fiche technique
- Titre : Iron Monkey
- Titre québécois : Iron Monkey : La légende démasquée
- Titre original : Siu nin Wong Fei Hung ji: Tit Ma Lau
- Réalisation : Yuen Woo-ping
- Scénario : Tai-Muk Lau et Cheung Tan
- Production : Quentin Tarantino, Tsui Hark
- Musique : Richard Yuen
- Photographie : Arthur Wong
- Montage : Chi Wai Chan, Angie Lam
- Décors : Ringo Cheung
- Sociétés de distribution : Golden Harvest, Miramax Films
- Pays d'origine : Hong Kong
- Classification aux USA : PG-13[1]
- Langue : Cantonais
- Format : Couleurs
- Genre : Action
- Durée : 90 minutes
- Date de sortie : 1993

## Distribution
- Yu Rongguang (VQ : James Hyndman) : Iron Monkey/Dr. Yang
- Donnie Yen (VQ : Denis Roy) : Wong Kei-Ying
- Jean Wang (VQ : Geneviève Angers) : Mlle Orchidée
- Shi-Kwan Yen : Hiu Hing
- James Wong (VQ : Hubert Gagnon) : Gouverneur Cheng
- Sze-Man Tsan : Wong Fei-hung

## Autour du film
Il est à noter que le titre chinois du film Siu nin Wong Fei Hung ji: Tit Ma Lau fait référence à Wong Fei-hung, le fils de Wong Kei-Ying. On peut donc sans doute rattacher ce film à l'histoire romancée de Wong Fei-hung, héros populaire chinois dont le réalisateur Tsui Hark a porté à l'écran son fait le plus marquant au travers du film Il était une fois en Chine sorti en 1991. D'ailleurs, à chaque apparition du personnage de Wong Fei Hung à l'écran, on entend la musique de Il était une fois en Chine.